# Pasus3

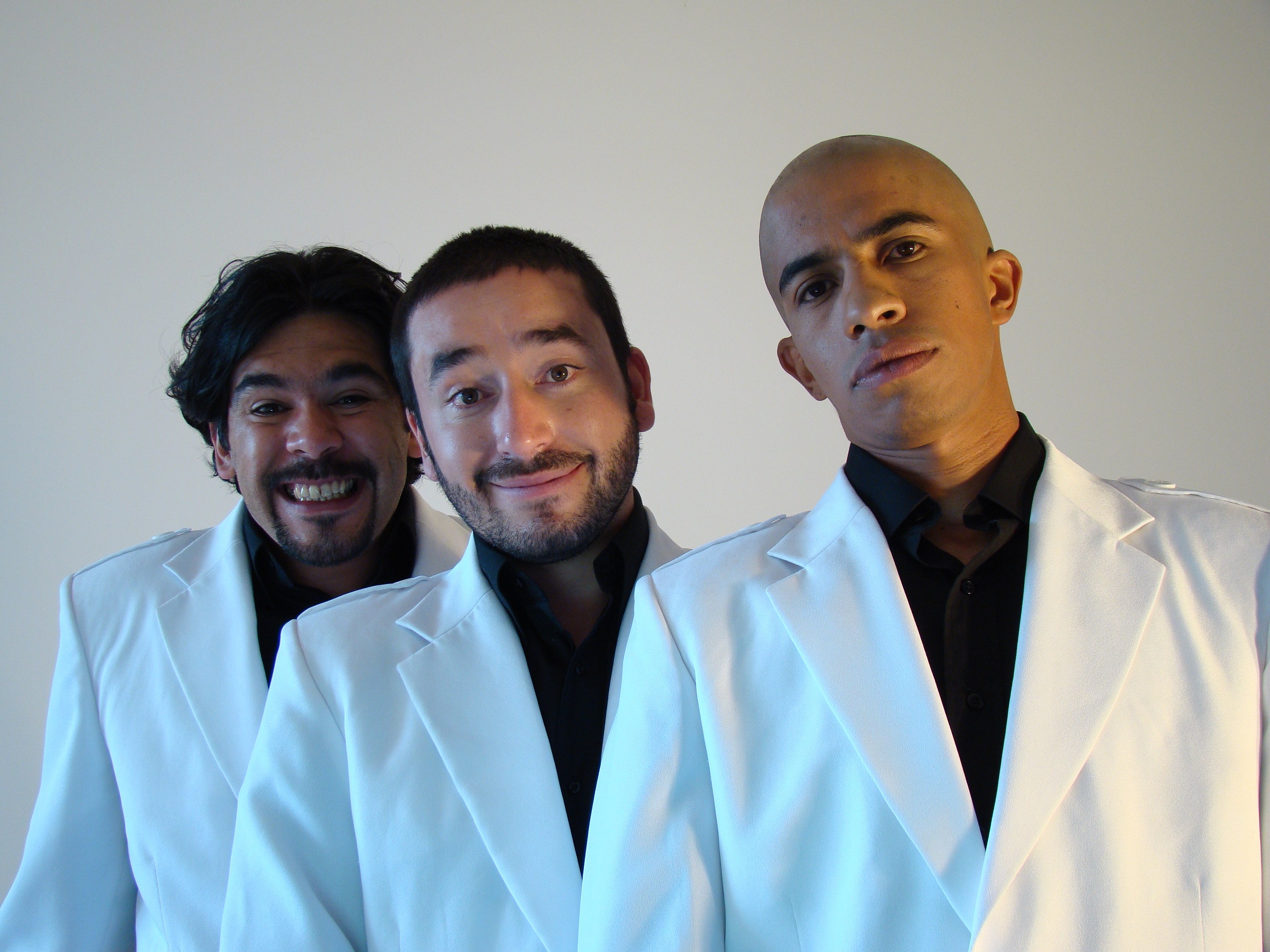
Pasus3: Juan Buenaventura, Julián Beltran y Aníbal Baeza

Pasus3 es un trío de comediantes colombianos, fundado el 4 de julio de 2001, dedicado a hacer shows de Comedia con la técnica de la Stand-Up comedy. Su estilo único de tres comediantes simultános los han hecho destacarse dentro del mundo de la comedia.
Actualmente está integrado por Aníbal Baeza, Juan Buenaventura y Julián Beltrán. Siempre se han destacado por su originalidad en estilo, contenido y creatividad. Su show más importante hasta la fecha es Wachendó, el show; un espectáculo en el que nos hablan sobre una característica del ser humano: la patanería, guachada, ordinariez o mala educación. A estas personas maleducadas vulgarmente se les conoce como "guaches" (en Colombia); "tierruos" (En Venezuela); patanes (En Ecuador); Nacos (en México). Un show de 100 minutos lleno de humor en los que Pasus3 nos explican cómo, cuándo, donde y porqué a veces nos volvemos "Guaches"; éste show se presentó en Cali, Bogotá, Medellín, Tunja, en Colombia, Ecuador.
Pasus3, junto a Andrés López, crearon la serie animada "Wachendó", basada en la idea original de Pasus3 del arte marcial "Wachendó" (Marca registrada a nombre de Pasus3 Ltda)

## Obras y Producciones
- Hagamos el Humor (2005)
- Wachendó, el show (2006)
- O algo así (2011)
- Entretraining (2013)
- Comedy Life (2016)